# Weiselprobe
Die Weiselprobe ist eine in der Imkerei gebräuchliche Methode, um festzustellen, ob ein Bienenvolk eine Königin (Weisel) besitzt. Sie dient zur Diagnose von Weisellosigkeit und beruht auf dem natürlichen Verhalten von Honigbienen zur Königinnennachschaffung.

## Durchführung
Eine Weiselprobe wird durchgeführt, wenn der Verdacht besteht, dass ein Bienenvolk weisellos ist, beispielsweise weil keine frischen Eier oder junge Brut zu sehen sind. Dazu entnimmt man einem anderen, weiselrichtigen Volk eine Brutwabe mit Eiern oder sehr jungen Arbeiterinnenlarven und hängt diese in das verdächtige Volk ein.
In den folgenden Tagen wird beobachtet, ob das Bienenvolk auf der zugegebenen Brutwabe Nachschaffungszellen anlegt. Diese entstehen, wenn Arbeiterinnen aus jungen Larven neue Königinnen aufziehen wollen. Der Bau solcher Zellen deutet auf das Fehlen einer Königin hin – die Weiselprobe gilt in diesem Fall als positiv. Bleiben Nachschaffungszellen aus, wird davon ausgegangen, dass eine Königin im Volk vorhanden ist – die Probe fällt negativ aus.